# کلارنس جان لافلین
کلارنس جان لافلین (انگلیسی: Clarence John Laughlin; ۱۰ اوت ۱۹۰۵ – ۲ ژانویهٔ ۱۹۸۵) عکاس اهل ایالات متحده آمریکا بود.
کلارنس جان لافلین عکاس آمریکایی است به خاطر عکس‌های سورئالیستی‌اش در جهان شناخته شده‌است. لافلین علاقهٔ زیادی به عکاسی از بناها و ساختمان‌های شهری داشت. او که علاقهٔ بسیاری به معماری داشت معتقد بود “معماری هنری است که کاملاً با زندگی انسان‌ها در ارتباط است. ” لافلین علاوه بر به تصویر کشیدن زیبایی‌های هنر معماری در عکس‌هایش، به خاطر عکس‌هایی که غیر واقعی و عجیب به نظر می‌رسند شهرت دارد. از کلارنس جان لافلین به عنوان یکی از پیشگامان عکاسی سورئال یاد می‌کنند.